# 貝爾頓 (密蘇里州)
貝爾頓（英語：Belton）是位於美國密蘇里州卡斯縣的城市。

## 人口
根據2020年美國人口普查的數據，貝爾頓的面積為37.07平方千米，當中陸地面積為36.90平方千米，而水域面積為0.18平方千米。當地共有人口23953人，而人口密度為每平方千米646人。